# Gaspard de Saulx

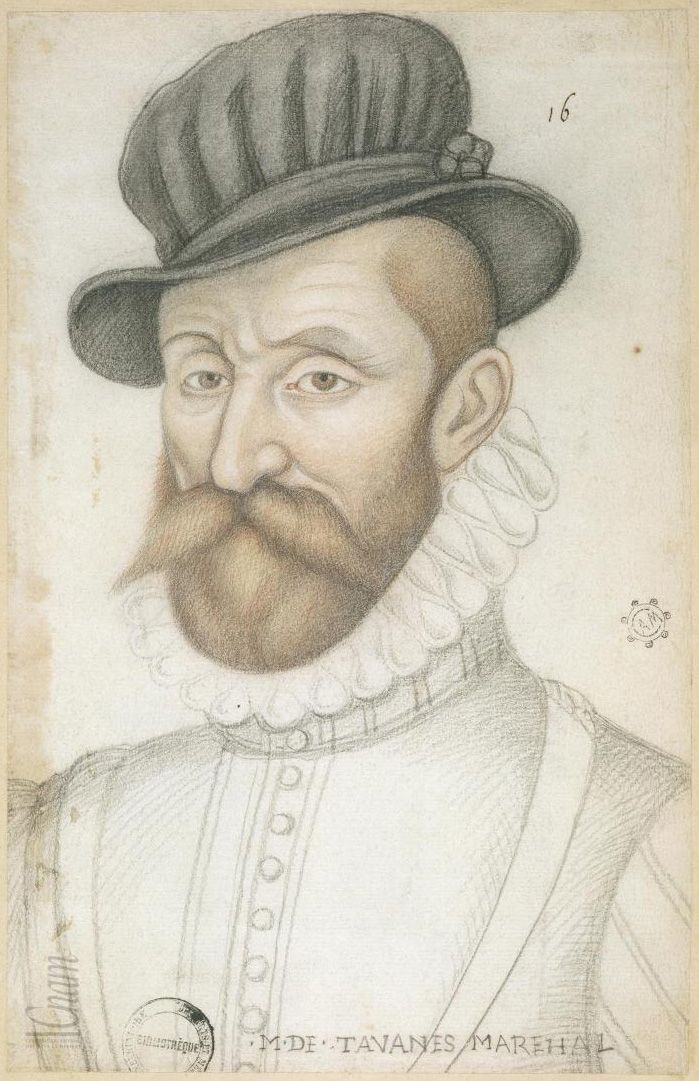
Gaspard de Saulx.

Gaspard de Saulx de Tavannes, född 1509 i Dijon, död 1573 på slottet Sully i Sully, var en fransk vicomte och marskalk.
de Saulx var vid hugenottkrigens utbrott ståthållare i Bourgogne, där han energiskt verkade i katolicismens intresse. Segrarna över hugenotterna vid Jarnac och Moncontour (1569) var egentligen de Saulx verk, trots att befälet över den katolska armén formellt fördes av hans lärjunge i krigskonsten hertigen av Anjou. Som dennes rådgivare var han efter freden i Saint-Germain en av de drivande krafterna i oppositionen mot Coligny och ledde i denna egenskap förberedelserna till Bartolomeinatten. År 1570 hade han blivit marskalk av Frankrike. De Mémoires de Gaspard de Saulx, som utkom i Lyon 1657, är författade av de Saulx son Jean. Också Gaspard de Saulx äldste son, Guillaume, författade memoarer.